# La piel de Zapa
La piel de Zapa é uma telenovela mexicana, produzida pela Televisa e exibida em 1964 pelo Telesistema Mexicano.

## Elenco
- Elsa Cárdenas
- Carlos Agostí
- Elsa Cárdenas
- Antonio de Hud